# Eduard von Kunowski
Georg August Eduard Kunowski, seit 1856 von Kunowski (* 14. Juli 1795 in Beuthen; † 3. August 1870 in Berlin) war ein preußischer General der Infanterie und Generalinspekteur der technischen Institute der Artillerie.

## Leben

### Herkunft
Eduard war der Sohn des Superintendenten und Präses der Generalsynode für Schlesien George August Kunowski (1757–1838) und dessen Ehefrau Charlotte, geborene Henrici (1763–1832).

### Militärkarriere
Kunowski besuchte zunächst das Gymnasium in Schweidnitz und wollte dann an die Universität, um Theologie zu studieren. Mit Beginn der Befreiungskriege trat er aber als Freiwilliger in die Schlesische Artilleriebrigade der Preußischen Armee ein. Kunowski nahm 1813 an den Blockaden von Glogau, Erfurt sowie Mainz teil und schied am 6. Februar 1815 als Sekondeleutnant aus dem Dienst. Mit Beginn des Sommerfeldzuges trat er wieder in die Armee ein und wurde beim 5. Schlesischen Landwehr-Infanterie-Regiment angestellt. Da man dort für ihn keine Verwendung hatte, wurde Kunowski im Mai 1815 zur Artillerie versetzt und der Schlesischen Artilleriebrigade aggregiert. Am 23. Mai 1816 kam er zur Westpreußischen Artilleriebrigade und absolvierte zur weiteren Ausbildung 1817/20 die Allgemeine Kriegsschule. Als Premierleutnant war Kunowski dann von Ende Januar 1821 bis Mitte Oktober 1824 Adjutant bei der 1. Artillerie-Inspektion und wurde anschließend unter Belassung in seiner Stellung der Garde-Artilleriebrigade aggregiert. Mitte März 1827 stieg er zum Kapitän auf. Als solcher war er ab dem 25. Mai 1832 zur Dienstleistung bei Generalleutnant Braun kommandiert und der Adjutantur aggregiert. Am 6. März 1836 erfolgte seine Ernennung zum Adjutanten beim Inspekteur der Artilleriewerkstätten Oberst von Neindorff. In dieser Stellung avancierte Kunowski am 30. März 1839 zum Major und wechselte Anfang Juni 1841 als Assistent bei der Artillerieabteilung in das Allgemeine Kriegsdepartement. Gleichzeitig wurde er mit einem Gehalt von 1900 Talern der Gardeartilleriebrigade aggregiert. Mit dem Rang und den Gebührnissen eines Regimentskommandeurs war Kunowski vom 13. Januar bis zum 4. Mai 1848 mit der Wahrnehmung der Geschäfte als Inspekteur der Artilleriewerkstätten beauftragt. Anschließend zum Vorsteher der Artillerieabteilung des Allgemeinen Kriegsdepartements ernannt, stieg er in dieser Stellung bis Mitte Januar 1851 zum Oberst auf. Unter Stellung à la suite der Gardeartilleriebrigade wurde Kunowski mit dem Rang und den Gebührnissen eines Brigadekommandeurs zum Inspekteur der Artilleriewerkstätten ernannt. In dieser Eigenschaft war er auch Mitglied der Artillerieprüfungskommission und Mitglied der Prüfungskommission für Premierleutnants der Artillerie.
Nach seiner Beförderung zum Generalmajor wurde Kunowski am 1. November 1856 gemeinsam mit seinem Bruder Georg Moritz (1802–1866) durch König Friedrich Wilhelm IV. in den erblichen preußischen Adelsstand erhoben. Seit Ende November 1856 war er auch als Mitglied der Studienkommission der Allgemeinen Kriegsschule und der Obermilitär-Studienkommission tätig. Mitte Dezember 1857 erhielt Kunowski den Rang als Divisionskommandeur, wurde am 22. April 1858 zum Inspekteur der technischen Institute der Artillerie ernannt und einen Monat später zum Generalleutnant befördert. Von seiner Stellung als Mitglied der Studienkommission der Allgemeinen Kriegsschule entband man ihn am 10. Mai 1859. Anlässlich seines 50-jährigen Dienstjubiläums würdigte der König Kunowski durch die Verleihung des Kronenordens I. Klasse und außerdem beförderte er ihn am 25. Juni 1864 zum General der Infanterie. Bei der feierlichen Eröffnung des Reichstages des Norddeutschen Bundes hatte Kunowski 1867 die Ehre, das Reichsschwert zu tragen. Unter Verleihung des Großkreuzes des Roten Adlerordens mit Eichenlaub wurde Kunowski am 22. Juni 1867 mit der gesetzlichen Pension zur Disposition gestellt.
Er wurde nach seinem Tod am 6. August 1870 auf dem Invalidenfriedhof beigesetzt.

### Familie
Kunowski hatte sich am 8. August 1827 in Berlin mit Mathilde Braun (1806–1882) verheiratet. Sie war die Tochter des preußischen Generalleutnants Johann Carl Ludwig Braun. Aus der Ehe gingen folgende Kinder hervor:
- Georg Eduard Albrecht (1828–1907), Ingenieur und Plantagenbesitzer in Chile
- Mathilde Agnes Bertha (1829–1903)
- Georg Karl Moritz (1831–1917), preußischer Generalmajor
- Georg Friedrich Konrad (1833–1906), preußischer Rittmeister a. D., Herr auf Ober-Wilkau, begründete die ostpreußische Hagel-Versicherungsgesellschaft
- Georg August Richard (1836–1929), preußischer Hauptmann a. D.
- Georg Eduard Friedrich (*/† 1842)
- Georg Moritz Freihold (*/† 1848)